# Молодавська сільська рада
Молодавська сільська́ ра́да — колишній орган місцевого самоврядування в Дубенському районі Рівненської області. Адміністративний центр — село Молодаво Третє.

## Загальні відомості
- Молодавська сільська рада утворена в 1993 році.
- Територія ради: 22,495 км²
- Населення ради: 1 074 особи (станом на 2001 рік)

## Населені пункти
Сільській раді підпорядковані населені пункти:
- с. Молодаво Третє
- с. Молодаво Друге
- с. Молодаво Перше

## Склад ради
Рада складається з 16 депутатів та голови.
- Голова ради: Дуцький Петро Іванович

### Керівний склад попередніх скликань
| Прізвище, ім'я, по батькові | Основні відомості                                                 | Дата обрання | Дата звільнення |
| --------------------------- | ----------------------------------------------------------------- | ------------ | --------------- |
| Старушко Раїса Серафимівна  | Сільський голова, 1951 року народження, позапартійна              | 26.03.2006   | 31.10.2010      |
| Дуцький Петро Іванович      | Сільський голова, 1973 року народження, освіта вища, безпартійний | 31.10.2010   |                 |

Примітка: таблиця складена за даними сайту Верховної Ради України